# غي فاي (لاعبة كرة الريشة)
غي فاي (بالصينية: 葛菲) هي لاعبة كرة الريشة صينية، ولدت في 9 أكتوبر 1975 في نانتونغ في الصين.

## وصلات خارجية
- غي فاي على موقع BWF.tournamentsoftware.com (الإنجليزية)
- غي فاي على موقع BWFbadminton.com (الإنجليزية)
- غي فاي على موقع اللجنة الأولمبية الدولية (الإنجليزية)
- غي فاي على موقع أوليمبيديا (الإنجليزية)
- غي فاي على موقع اللجنة الأولمبية الصينية (الإنجليزية)